# Sorecal
La Sorecal (Société Régionale de Construction d'Alger) est une ancienne entreprise publique algérienne de travaux publics.
L'entreprise a été créée par décret le 8 juillet 1968, avec pour objet l'exécution de tout travaux de construction de bâtiments publics ou privés à usage administratif, industriel, commercial ou à usage d'habitation. Elle a été dissoute en 1998.
Elle a construit plusieurs grands ensembles d'habitations collectives à Alger et dans les Wilayas limitrophes. Parmi elles, la Cité 8 mai 1945 de Bab Ezzouar, communément appelée Sorecal, la Cité les Annasers 2 à Kouba ou encore la cité Zonka à Birkhadem.

## références
1. ↑  Décret n°68-434 portant création de la SO.RE.CAL
2. ↑  El Watan du 19 mai 2009, "Dans le cimetière des fleurons de l'économie nationale"